# Shervin Radjabali-Fardi
Shervin Radjabali-Fardi (Berlín, 1991) és un exfutbolista alemany que jugava com a lateral esquerre. Va acabar la seva carrera al Hansa Rostock.